# Teatro Polaco de Varsovia
El Teatro Nacional de Polonia o Teatro Polaco de Varsovia (en polaco: Teatr Polski im. Arnolda Szyfmana w Warszawie) es un teatro localizado en Varsovia, Mazovia en la calle ul. Kazimierza Karasia 2.
Fue diseñado por el arquitecto Czesław Przybylski. El 29 de enero de 1913 abrió sus puertas con una función inaugural del dramaturgo Arnold Szyfman. Es también el primer teatro del país en tener un escenario rotativo. 
A lo largo de los años se han representado varias obras clásicas y contemporáneas.
Durante la ocupación nazi de Polonia, el teatro fue rebautizado como "Theater der Stadt Warschau". El edificio fue destruido por los bombardeos y combates que tuvieron lugar durante la contienda entre las fuerzas aliadas y el ejército nazi hasta el fin del conflicto. Volvió a ser reconstruido tal y como estaba gracias a una fotografía del mismo antes de la invasión. Posteriormente sería nacionalizado recuperando su nombre original.